# John Martin Schaeberle

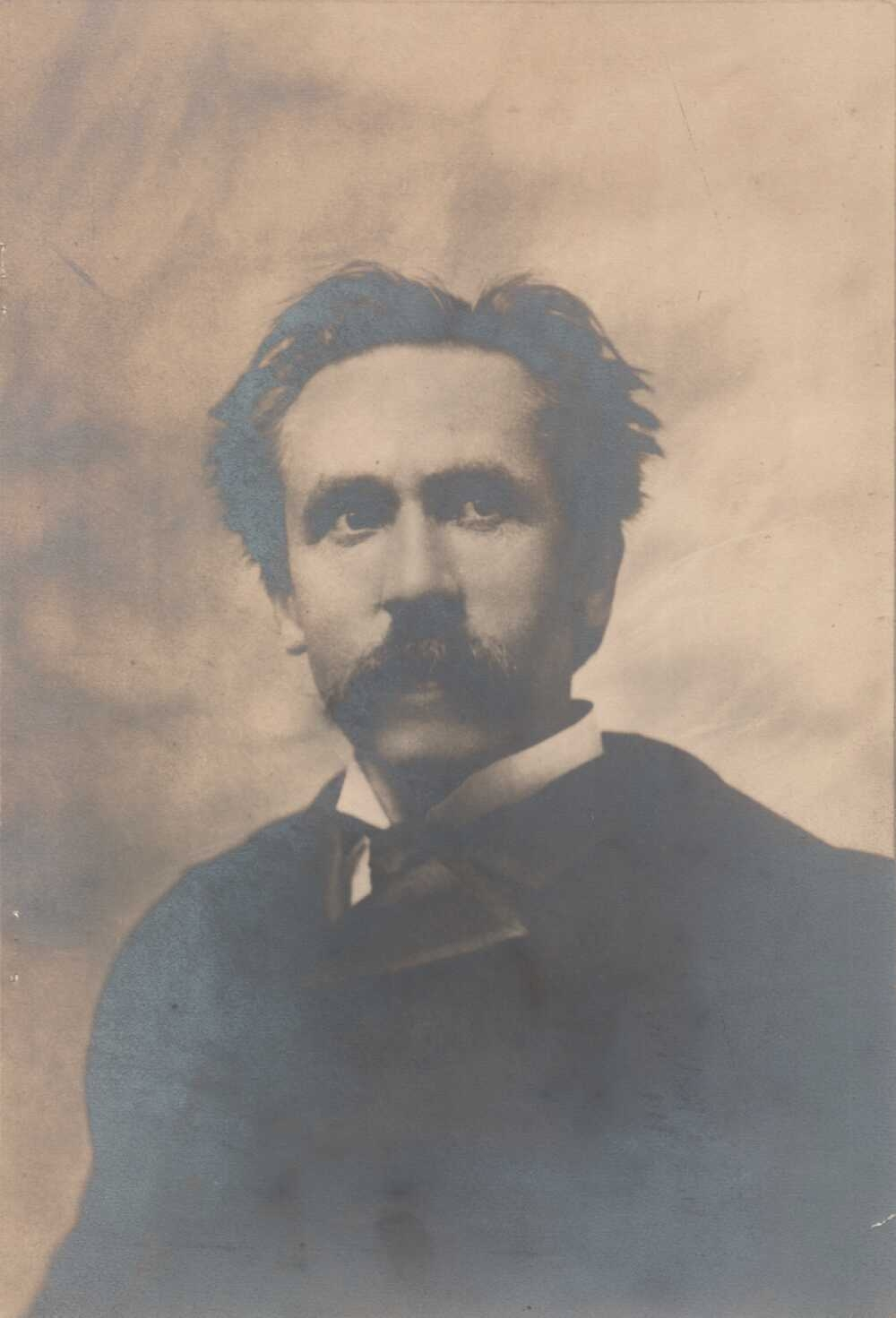
John Martin Schaeberle

John Martin Schaeberle, geboren als Johann Martin Schäberle (* 10. Januar 1853 in Öschelbronn, Württemberg; † 17. September 1924 in Ann Arbor, Michigan, USA) war ein deutsch-amerikanischer Astronom. Es befasste sich besonders mit der Photographie von Sonnenfinsternissen.

## Leben und Werk
John Martin Schaeberle wurde als Johann Martin Schäberle am 10. Januar 1853 in Öschelbronn (Württemberg) geboren. Schon im folgenden Jahr wanderte seine Familie in die Vereinigten Staaten nach Ann Arbor in Michigan aus. Während der Lehrzeit in einem technischen Handel erwuchs sein Interesse für Astronomie. Er setzte seine Ausbildung an der Ann Arbor High School und der Universität von Michigan fort.
Schon als Student begann er Spiegel für Reflektor-Teleskope zu schleifen. Nach seiner Graduierung 1876 wurde er Assistent an der Universität von Michigan und später Assistenzprofessor. 1888 gehörte er zum ersten Mitarbeiter-Stab des Lick-Observatoriums auf dem Mount Hamilton (Kalifornien). Von dort wurde er 1889 zur Beobachtung einer Sonnenfinsternis nach Cayenne entsandt. In der Folgezeit beobachtete er weitere Sonnenfinsternisse und entwickelte eine spezielle Technik zu deren photographischer Erfassung. 1896 fand er den Begleiter des Prokyon im Sternbild Kleiner Hund, dessen Existenz schon 1844 von Friedrich Wilhelm Bessel vorhergesagt worden war.
1897 wurde Schaeberle für kurze Zeit geschäftsführender Direktor des Lick-Observatoriums, verließ es jedoch bereits ein Jahr später und zog sich nach Ann Arbor ins Privatleben zurück, wo er 1924 starb.
Er wurde Ehrendoktor der Universität von Kalifornien. Auf dem Mond und auf dem Mars wurde ein Krater nach ihm benannt.